# 報道30時間テレビ
『報道30時間テレビ』（ほうどうさんじゅうじかんテレビ）は、1993年から1995年までの3年間、毎年12月30日から12月31日までTBS系列局で放送されたTBS製作の長時間報道特別番組である。正式タイトルは『関口宏の報道30時間テレビ』で、その名の通り関口宏が司会を務めていた。

## 概要
1992年放送の『39時間テレビ』での反省点を踏まえ、この特番ではジャンルを報道一本に絞った。報道中心の内容のほか、12月30日深夜には「全国高校ラグビー大会」のハイライトを、12月31日夜には「輝く!日本レコード大賞」を内包していた。
その後の2011年12月25日に、この特番の内容を踏襲した長時間報道特別番組『報道の日 2011 記憶と記録そして願い』が同じくTBS系列局で放送。司会も同様に関口が務めた（第1部・第2部のみ）。その後、2012年以降も毎年12月に「報道の日」が放送されており、こちらも関口が総合司会を務めている。

## 出演者

### 総合司会
- 関口宏

### 担当司会者
- 三雲孝江
- 杉尾秀哉
- 久和ひとみ
- 浜尾朱美
- 田丸美寿々
- 阿川佐和子
- 栗山英樹

### コーナーゲスト
- 和田アキ子
- 山藤章二
- 大沢啓二
- 天野祐吉
- 石田純一
- 浜田幸一
- 高市早苗

## 3年間の正式タイトル
- 1993年：メディアが伝えた決定的瞬間!関口宏の報道30時間テレビ
- 1994年：関口宏の報道30時間テレビ
- 1995年：関口宏の報道30時間テレビ「メディアが伝えた決定的瞬間!」

## 主な企画
- 報道スクープ決定版
- メディア最前線ワイドショーの全貌
- スクープを飾ったカメラマンたち
- テレビ自民党戦国史
- 列島縦断中継
- テレビ世論調査『クイズ100人に聞きました』形式で行ったこともあった。

## スタッフ
- 製作著作：TBS